# Fabio Sleiman
Fabio Sleiman é um skatista brasileiro nascido em São Paulo.
É conhecido por ser o único skatista brasileiro a descer o El Toro.
Atualmente é patrocinado pela Qix Internacional, Subvert Skateboards, Central Surf, Conexxion Wheels e Companhia Athletica.

## Filmografia
- Durval Discos (2002)[1][2][3]